# Perseu de Cítio
Perseu de Cítio (em grego:  Περσαῖος; 306 a.C. — 243 a.C.), filho de Demétrio, foi um filósofo estoico, amigo e estudante de Zenão de Cítio.
Viveu na mesma casa que Zenão. Escritores posteriores escreveram que seria escravo de Zenão, que teria possivelmente sido um amanuense e enviado a Zenão pelo rei Antígono II Gónatas; no entanto, a fonte desta história parece ser devida a uma observação sarcástica sobre Perseu efectuada por Bíon de Borístenes, que após ter visto uma estátua de Perseu com a inscrição: "Perseu, discípulo de Zenão", escarneceu do facto, tendo dito que poderia ter sido: "Perseu, servo de Zenão"
É sabido que Antígono II Gónatas convidou Zenão para a sua corte em Pela por volta de 276 a.C.. Zenão terá recusado devido à sua idade avançada e enviou os seus alunos Perseu e Filónides de Tebas. Perseu tornou-se uma importante figura na corte macedónia. Depois de Antígono ter conquistado Corinto por volta de 244 a.C., Perseu tomou conta da cidade como arconte. Perseu morreu em 243 a.C., defendendo a cidade contra o ataque liderado por Arato de Sicião.
Nenhum dos escritos de Perseu sobreviveram com excepção de alguns fragmentos. Diógenes Laércio lista as seguintes obras como tendo sido escritas por Perseu:
- Ἠθικαῖς σχολαῖς - Escola Ética.
- Περὶ βασιλείας - Sobre a Monarquia.
- Πολιτεία Λακωνική - Constituição de Esparta.
- Περὶ γάμου - Sobre o Casamento.
- Περὶ ἀσεβείας - Sobre a Impiedade.
- Θυέστης - Tiestes.
- Περὶ ἐρώτων - Sobre o Amor.
- Προτρεπτικοί - Exortações.
- Διατριβῶν - Conversações.
- Χρειῶν -
- Ἀπομνημονεύματα - Reminiscências.
- Πρὸς τοὺς Πλάτωνος νόμους - Leis de Platão.